# Croce scandinava

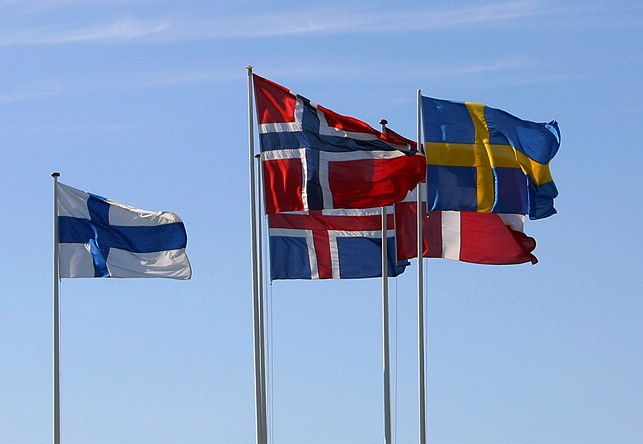
La croce scandinava è presente sulle bandiere di tutti i Paesi nordici.

La croce scandinava o croce nordica è un motivo costante delle bandiere dei Paesi nordici.

## Storia
La croce, che simboleggia la cristianità, si estende fino al bordo della bandiera, con il braccio verticale decentrato a sinistra. La prima bandiera di questo tipo fu quella danese nel XIII-XIV secolo; in seguito Svezia (1663), Norvegia (1814), Islanda (1897), Finlandia (1918) e anche alcuni dei loro distretti se ne ispirarono per le loro rispettive bandiere. La bandiera norvegese è stata la prima ad adottare tre colori (1821). Sebbene le varie bandiere condividano la croce nordica, tutte hanno storie e simbolismi distinti. Non tutte le bandiere incluse nella presente lista sono ufficiali, e le proporzioni possono variare ed esistono a volte diverse versioni della stessa bandiera.

## Bandiere con la croce scandinava

### Bandiere nazionali

Bandiera della Danimarca
Bandiera della Finlandia
Bandiera dell'Islanda
Bandiera della Norvegia
Bandiera della Svezia

### Bandiere non nazionali

Bandiera delle Isole Fær Øer
Bandiera delle Isole Åland
Bandiera della Frisia

### Altre bandiere nordiche per stato
Queste bandiere sono in massima parte storiche o non ufficiali e di uso limitato.

#### Bandiere danesi

Bandiera di Stato della Danimarca
Bandiera navale della Danimarca
Bandiera a lutto del XVIII secolo
Bandiera non ufficiale del Bornholm
Bandiera proposta per la Groenlandia (1984)
Bandiera non ufficiale dello Jutland

#### Bandiere finlandesi

Bandiera di Stato della Finlandia
Bandiera navale della Finlandia
Bandiera presidenziale della Finlandia
Bandiera non ufficiale della minoranza linguistica svedese di Finlandia[6]
Bandiera usata dai club nautici finlandesi (le insegne del club vanno nel cantone)

#### Bandiere islandesi

Bandiera di Stato dell'Islanda
Bandiera presidenziale dell'Islanda
Bandiera storica non ufficiale dell'Islanda chiamata Hvítbláinn (1900 circa)
Bandiera proposta per l'Islanda nel 1914
Bandiera del Servizio doganale islandese

#### Bandiere norvegesi

Bandiera di Stato della Norvegia
Bandiera storica della Norvegia (1814-1821)
Bandiera storica della Norvegia (1844-1898)
Bandiera navale e di stato della Norvegia (1844-1905)
Bandiera della guardiamarina navale svedese e norvegese (1815-1844)

#### Bandiere svedesi

Bandiera navale della Svezia
Stendardo reale della Svezia
Stendardo reale usato da altri membri della Casa Reale di Svezia
Bandiera storica della Svezia (1844-1905)
Bandiera non ufficiale della minoranza linguistica finlandese di Svezia
Bandiera ufficiale della Scania
Bandiera non ufficiale dell'isola di Öland
Bandiera non ufficiale dell'isola di Gotland
Bandiera di Östergötland
Bandiera non ufficiale della Svezia occidentale (Västsverige)
Bandiera del Norrland

#### Bandiere varie

Bandiera dell'Unione di Kalmar (1397–1523)
Bandiera della Nordisk Flaggsallskap
Bandiera dell'Unione Nazionale (ex partito politico norvegese) (1933-1945)

### Bandiere britanniche
Nelle bandiere delle isole britanniche la croce nordica è un retaggio dei Normanni o di altri popoli del nord. Molte di queste bandiere sono semiufficiali o non ufficiali.

Bandiera delle Isole Orcadi
Bandiera delle Isole Shetland
Bandiera non ufficiale di South Uist
Bandiera non ufficiale della isola di Barra
Bandiera proposta per lo Yorkshire
Bandiera di Caithness
Bandiera delle Isole Orcadi (1995-2007)

### Bandiere dei paesi baltici
Nei Paesi Baltici, l'uso della croce nordica riflette l'influenza di Danimarca e Svezia sulla regione.

Bandiera del Ducato Baltico Unito
Bandiera proposta per l'Estonia
Bandiera proposta per l'Estonia
Bandiera proposta per l'Estonia
- Bandiera proposta per l'Estonia nel 1919
Bandiera del comune di Koigi, Estonia
Bandiera di Pärnu, Estonia
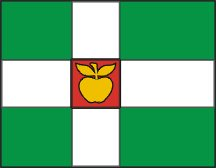
Bandiera di Türi Parish, Estonia
Bandiera della regione di Setomaa, Estonia
Bandiera di Alūksne, Lettonia
Bandiera di Cēsis, Lettonia
Bandiera di Ventspils, Lettonia
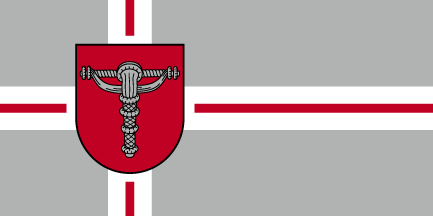
Bandiera di Grobiņa, Lettonia
Bandiera di Ventspils (comune), Lettonia
Bandiera proposta per la Lituania
Bandiera dello Stato monastico dei Cavalieri Teutonici

### Bandiere olandesi

Bandiera di Aldtsjerk
Bandiera di Bedum
Bandiera di Gemert-Bakel
Bandiera di Gulpen-Wittem
Bandiera di Hof van Twente
Bandiera di Houten
Bandiera di Kapelle
Bandiera di Noordoostpolder
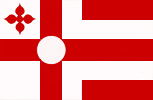
Bandiera di Vlagrosmalen
Bandiera di Skarsterlân
Bandiera di Tilburg
Bandiera di Utrechtse Heuvelrug
Bandiera di Vlagtwedde
Bandiera di Werkendam
Bandiera di Weststellingwerf
Bandiera di Wierden

### Bandiere tedesche

Bandiera di guerra della Kaiserliche Marine tedesca (1871-1919)
Bandiera di guerra della Germania nazista (1935-1945).
Bandiera proposta per la Germania nel 1919
Bandiera proposta per la resistenza tedesca nel 1944
Bandiera proposta per la Germania Ovest nel 1948

### Bandiere brasiliane

Bandiera di San Paolo del Brasile
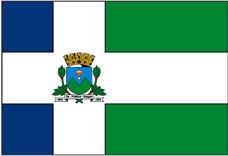
Bandiera di Areias, Stato di San Paolo
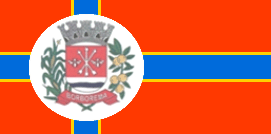
Bandiera di Borborema, Stato di San Paolo
Bandiera di Carmo do Paranaíba, Minas Gerais
Bandiera di Chapadinha, Maranhão
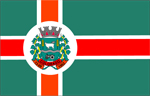
Bandiera di Colorado, Rio Grande do Sul
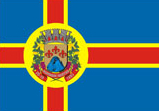
Bandiera di Domingos Martins, Espírito Santo
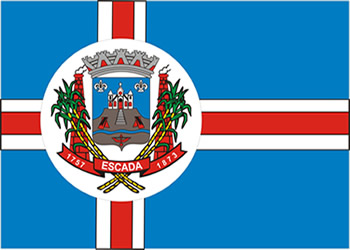
Bandiera di Escada, Pernambuco
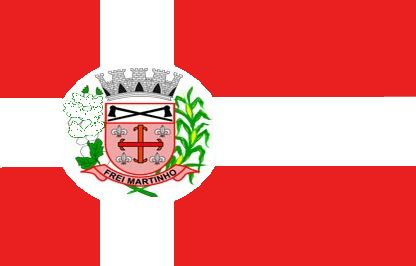
Bandiera di Frei Martinho, Paraíba
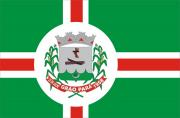
Bandiera di Grão Pará, Santa Catarina
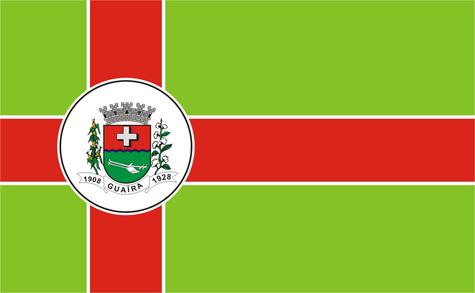
Bandiera di Guaíra, Stato di San Paolo
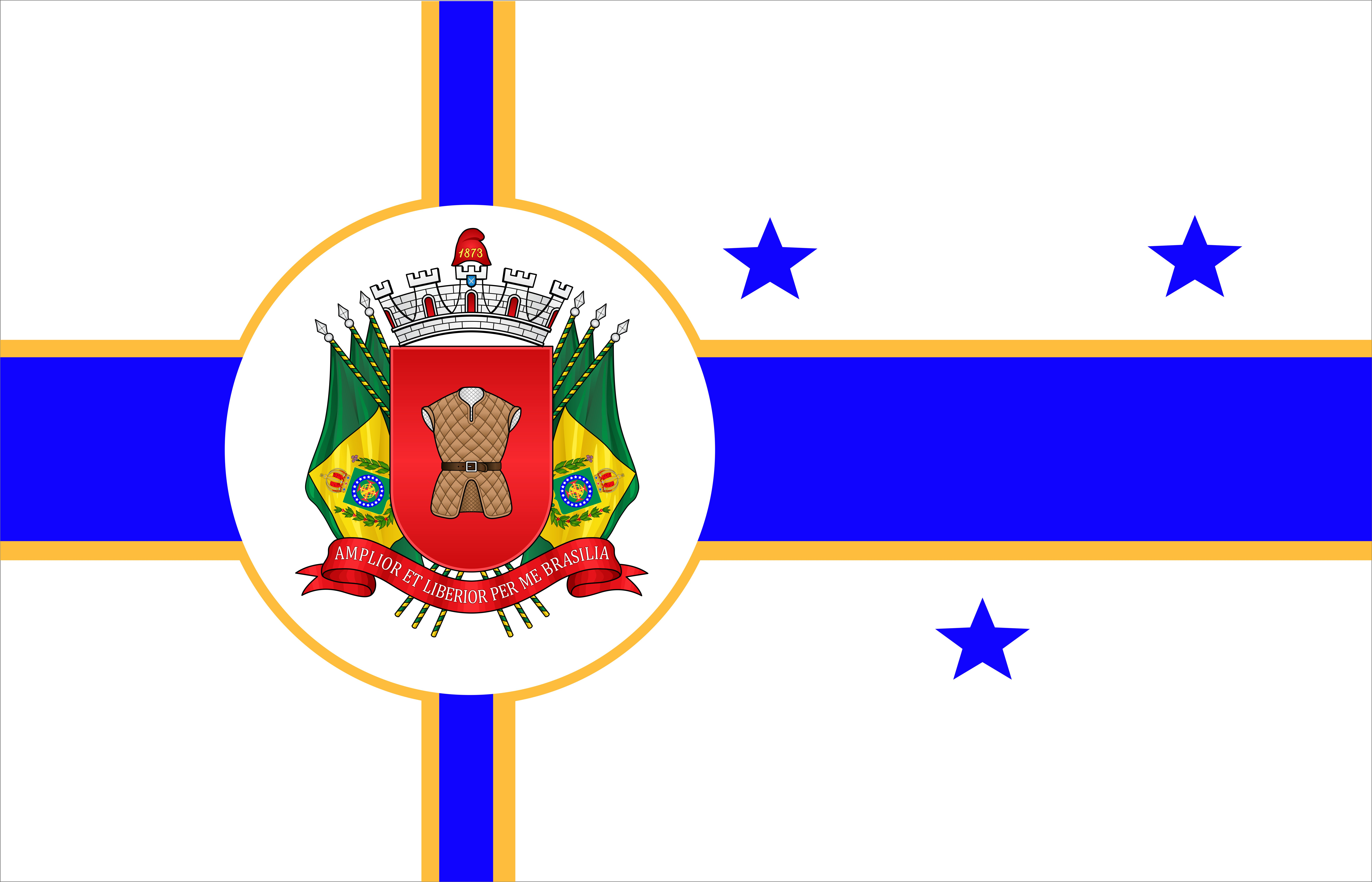
Bandiera di Itu, Stato di San Paolo
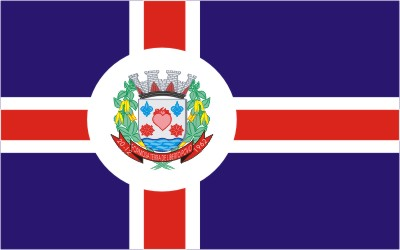
Bandiera di Lagoa Formosa, Minas Gerais
Bandiera di Nova Era, Minas Gerais
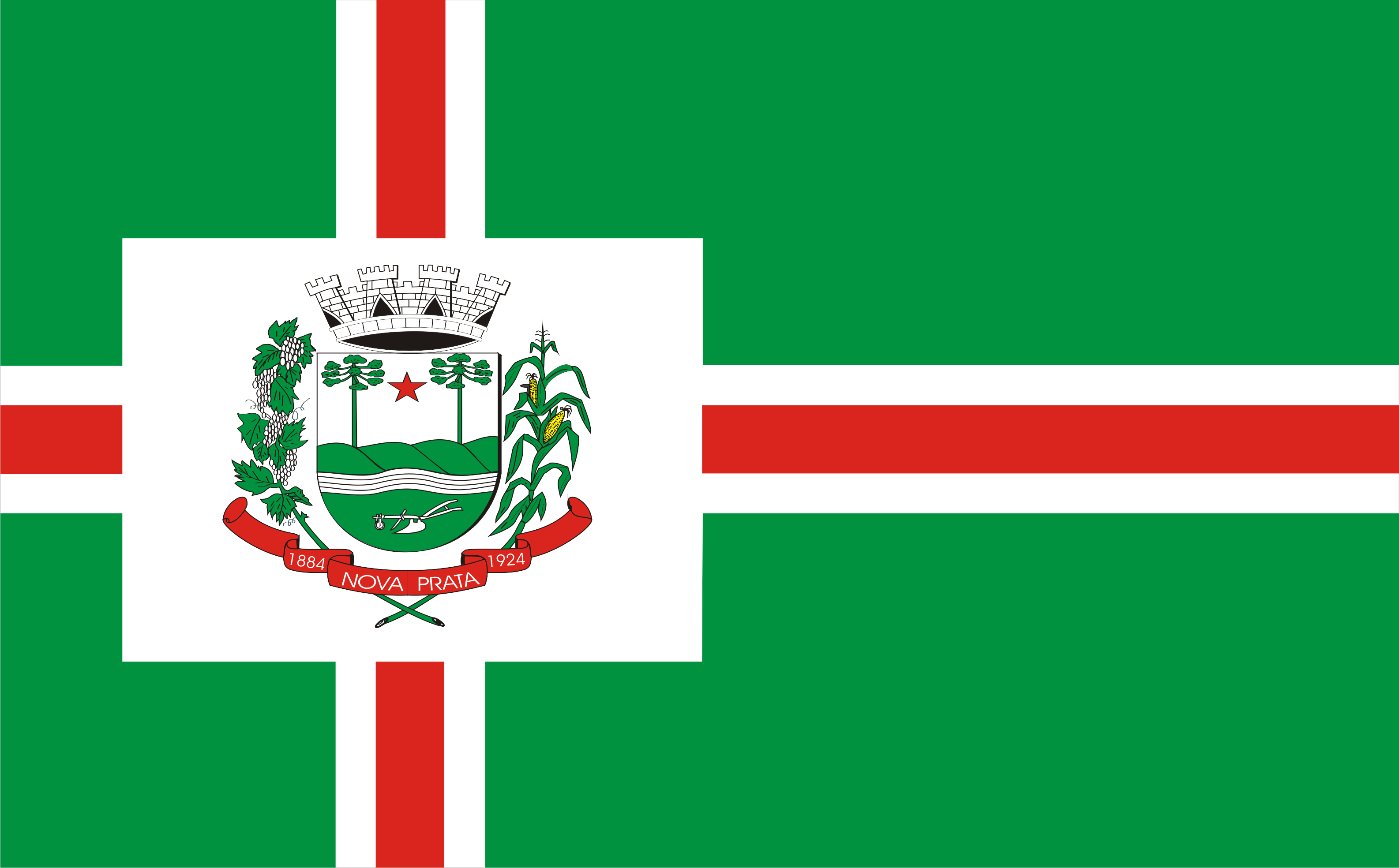
Bandiera di Nova Prata, Rio Grande do Sul
Bandiera di Palotina, Pará
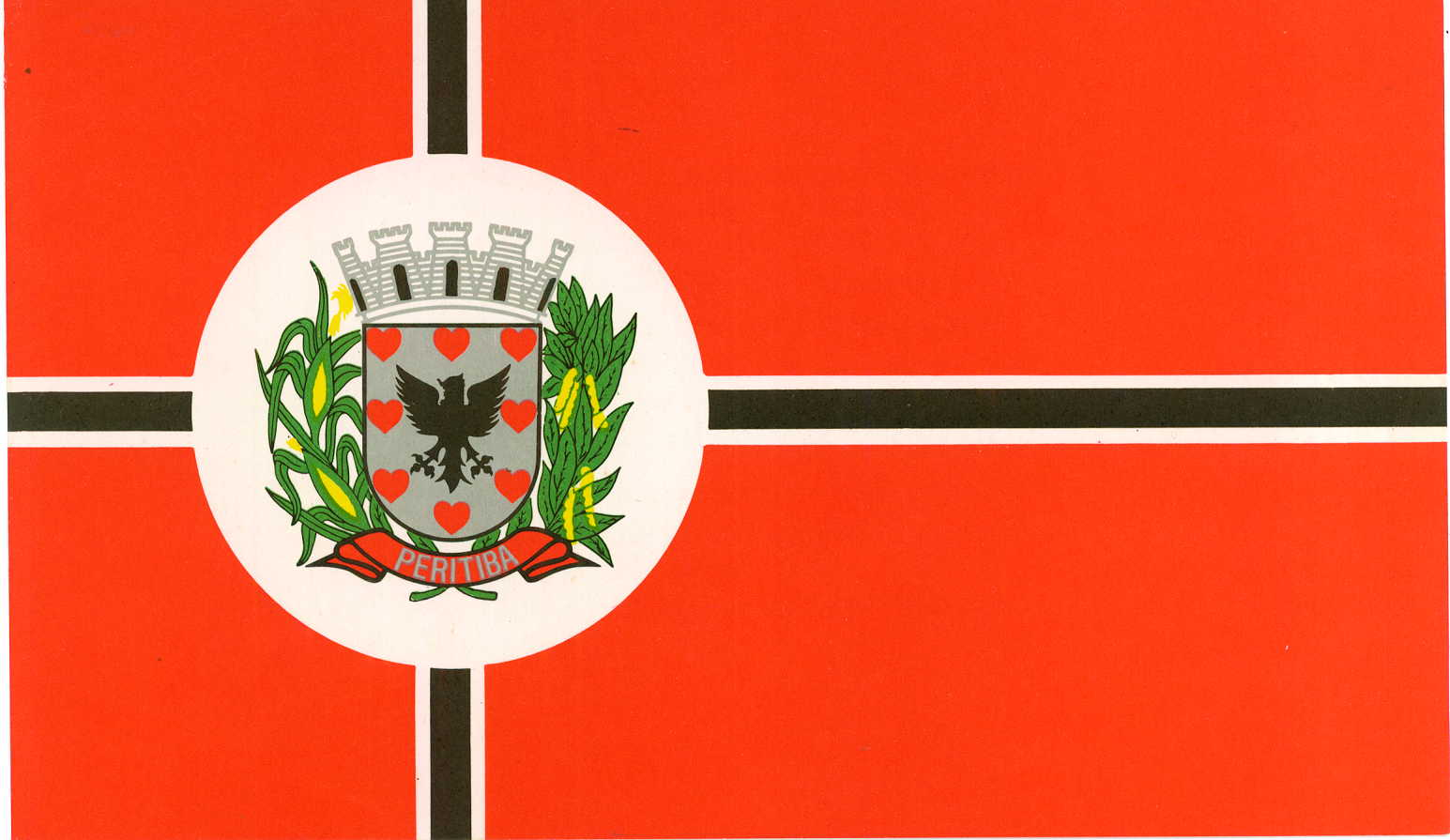
Bandiera di Peritiba, Santa Catarina
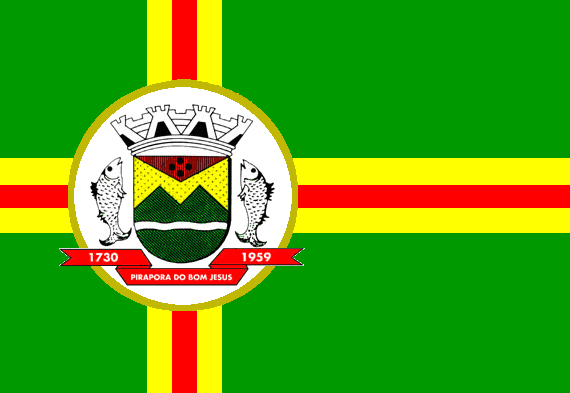
Bandiera di Pirapora do Bom Jesus, Stato di San Paolo
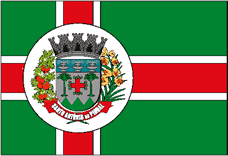
Bandiera di Santo Antônio do Pinhal, Stato di San Paolo
Bandiera di Santo Cristo, Rio Grande do Sul
Bandiera di Vinhedo, Stato di San Paolo

### Bandiere portoricane

Bandiera di Bayamón
Bandiera del Partito Indipendentista Portoricano

### Bandiere statunitensi

Bandiera di Little Rock, Arkansas
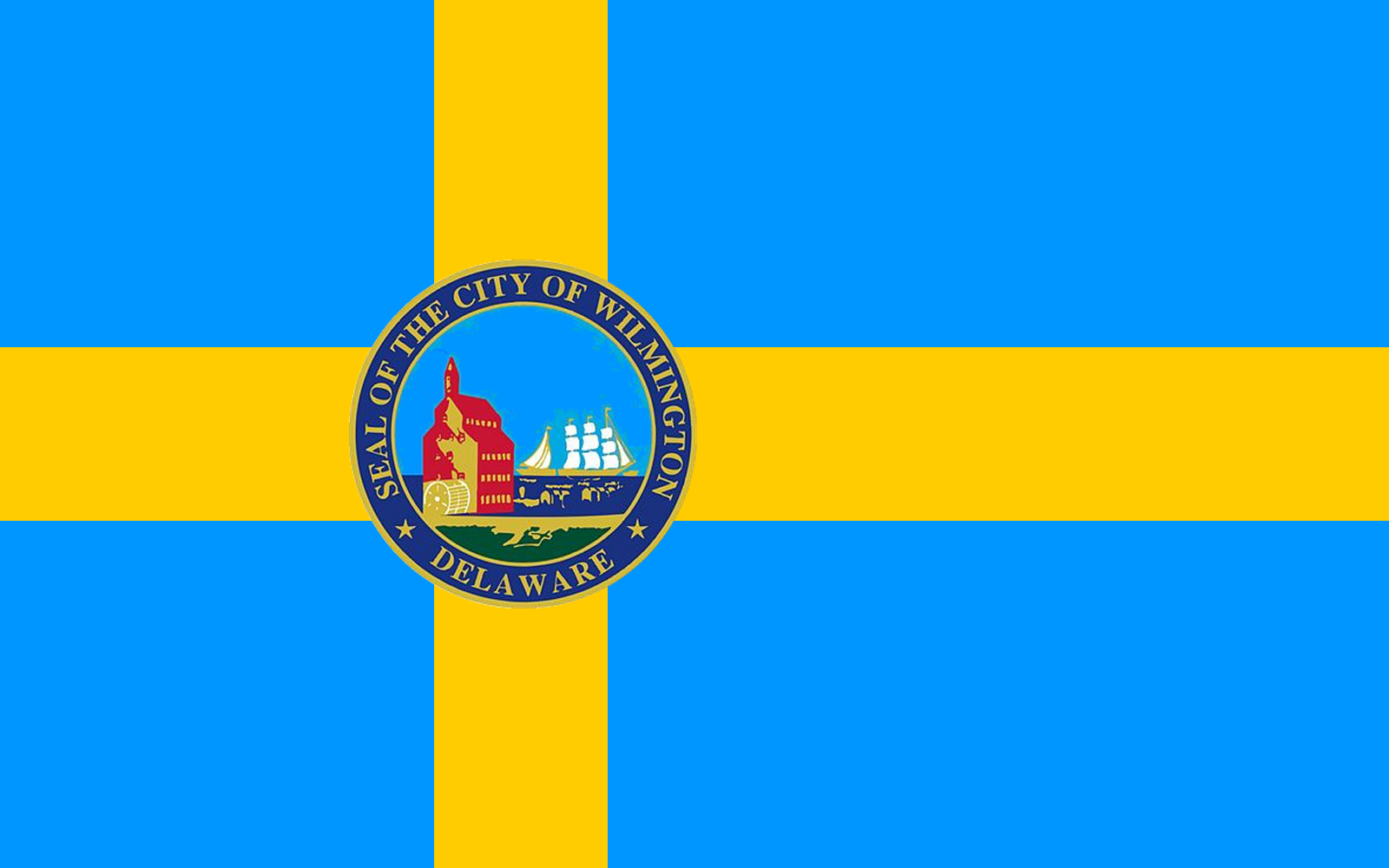
Bandiera di Wilmington (Delaware)
Bandiera di Portland, Oregon

### Altre bandiere con la croce scandinava

Bandiera storica della Carelia orientale
Bandiera non ufficiale dei finlandesi d'Ingria
Bandiera non ufficiale della Normandia
Bandiera di Calais
Bandiera del protettorato francese della Saar
Bandiera di Pola
Bandiera navale di Tonga
Bandiera non ufficiale dei vepsi (popolazione finnica della Russia)
Bandiera non ufficiale dei voti (popolazione finnica della Russia)
Bandiera della regione di Stavropol', Russia
Bandiera di Žytomyr
Bandiera della Chiesa ortodossa georgiana
Bandiera della Chiesa episcopale (USA)
Bandiera di Tbilisi, Georgia
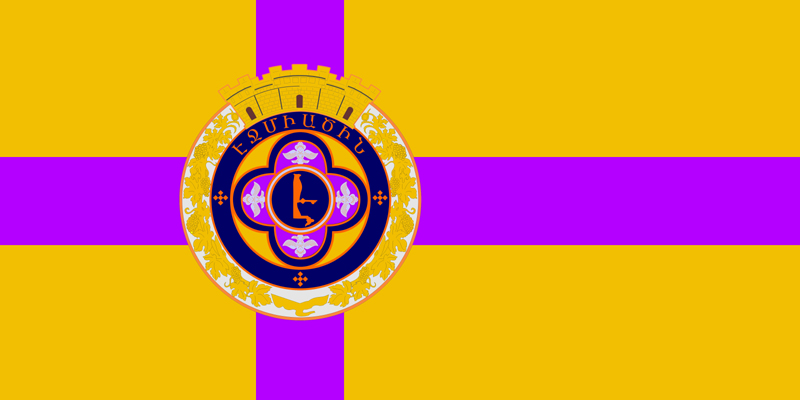
Bandiera di Echmiadzin
Bandiera civile di Oldenburgo (stato)
Bandiera di Andalucía (Colombia)
Bandiera del Bleimor (ex organizzazione di scouting)
Bandiera proposta per la Bielorussia nel 1992
Stendardo reale della Grecia (1863)
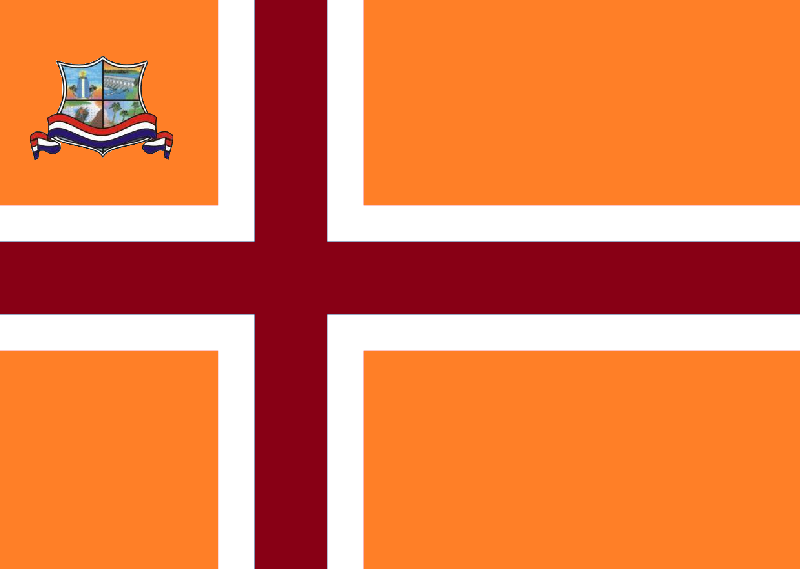
Bandiera di Hernandarias, Paraguay
Bandiera della Ladonia (micronazione)
Bandiera navale del Sudafrica (1959-1981)
Bandiera alternativa di Tudela, Navarra
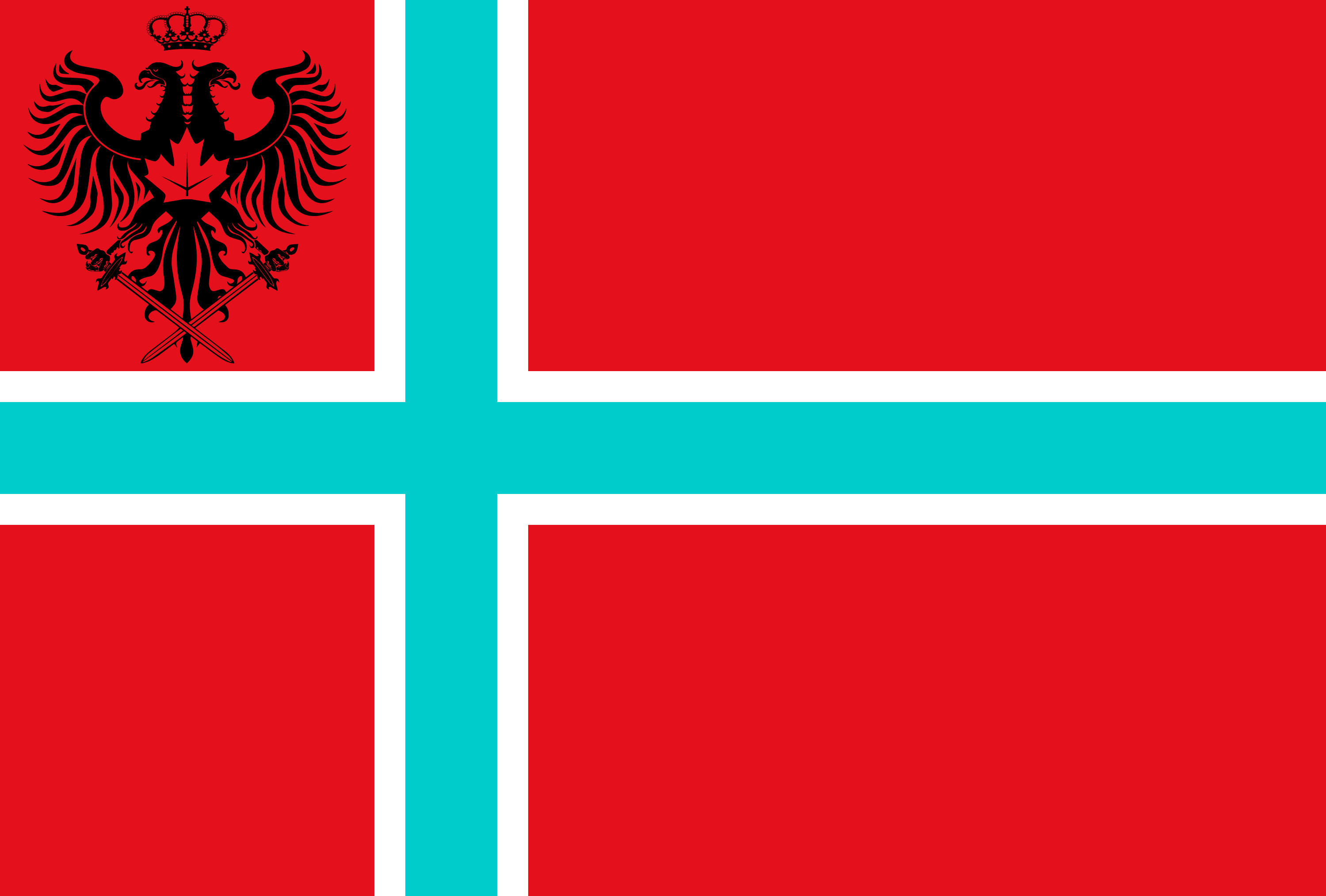
Bandiera di Vikesland (micronazione)
Bandiera dell'Oblast' di Volinia, Ucraina
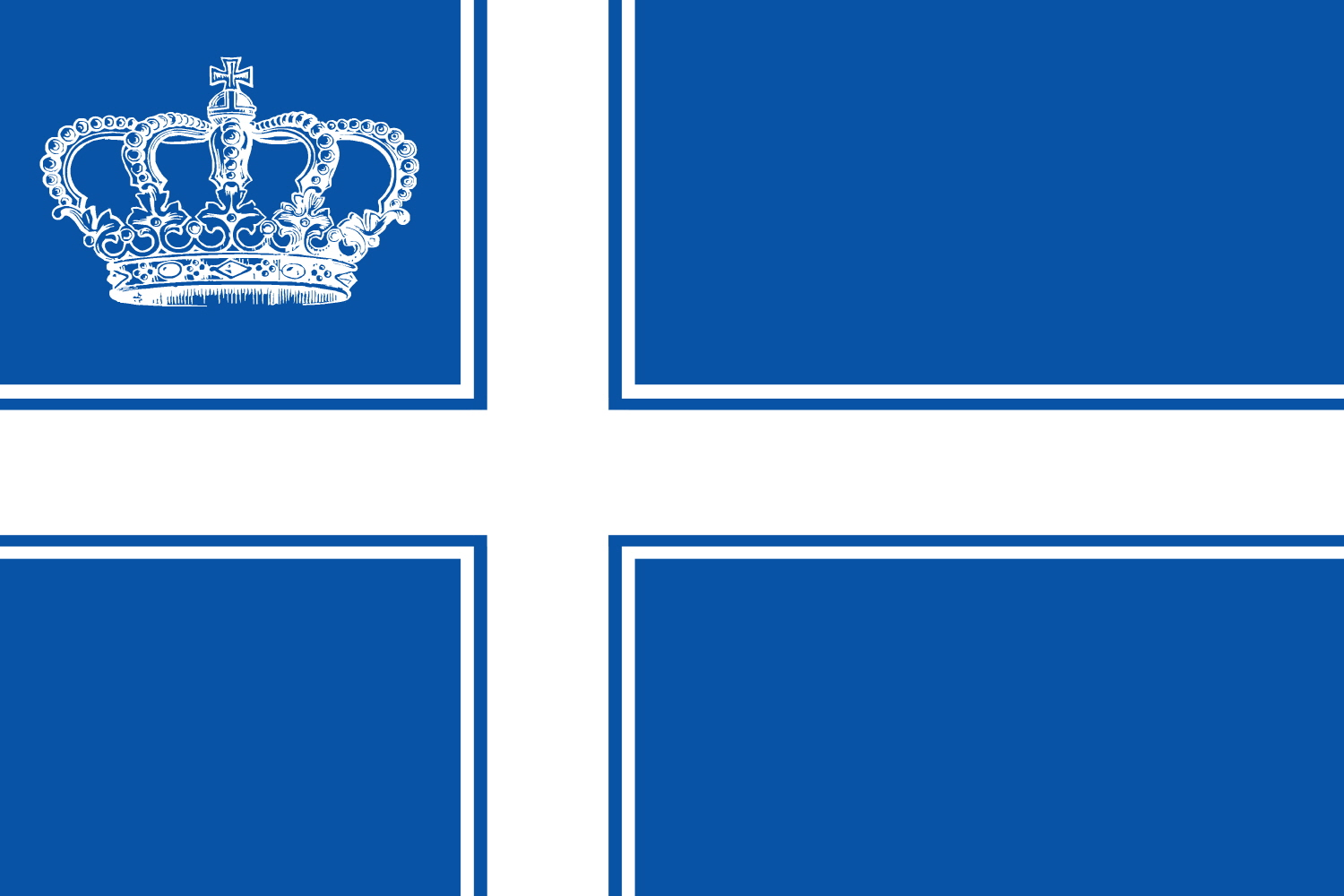
Bandiera della Westarctica (micronazione)
Bandiera dei Mi'kmaq (popolo canadese)
Bandiera di Falaise (Calvados)
Bandiera di Vinnland
Bandiera della Idrottsföreningen Kamraterna
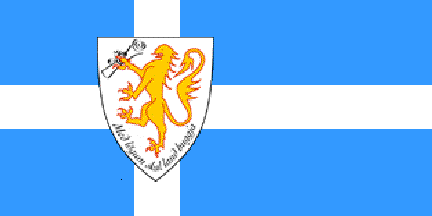
Bandiera di Forvik (Micronazione)

### Bandiere nordiche senza la croce scandinava

Bandiera della Groenlandia
Bandiera sami